# Бахтинський Михайло Йосипович
Миха́йло Йо́сипович Бахти́нський (народився 5 червня 1934, село Губник, Гайсинського району Вінницької області) — український поет, журналіст. Член Національної спілки письменників України (1991). Помер 23 травня 2008 року. Похований у селі Губник.

## Біографія
Михайло Йосипович Бахтинський народився 5 червня 1934 року в с. Губник Гайсинського району Вінницької області.
Не повернувся з фронтів Великої Вітчизняної війни батько. Михайло у сім років став помічником матері у домашньому господарстві та на колгоспному полі. А тут знову лихоліття – голод 1947 року. Щоб вижити і допомогти матері хоч окрайцем хліба, Михайло на даху товарного вагону їде на західну Україну. Голод пережив, наймитуючи у селі Монилівка Зборівського району Тернопільської області.
Незважаючи на всі життєві труднощі, успішно закінчує семирічку, а потім Шевченківське залізничне училище. Далі Михайло їде до Москви, де вступає до Московського індустріального технікуму. Працює слюсарем, майстром, викладачем праці. Одночасно знайомиться і товаришує з московськими літераторами, відвідує літературні студії і вечори, пише вірші російською і українською мовами. Окремі твори друкує у російських часописах.
Нарешті Михайло Бахтинський, за підтримки своїх друзів-літераторів та за покликом душі, вступає і за три роки закінчує п’ять курсів Московського літературного інституту та отримує пропозиції щодо роботи редактором у Москві. 
Але Михайло мріє про повернення в Україну і у 1965 році переїздить до Києва. Тут він пише поезії, пісні, критичні статті, рецензії і перекладає. Одночасно працює в редакціях газет, журналів, радіо, телебаченні, кіно і, навіть, якийсь час обіймає посаду директора Республіканського будинку літераторів.
Михайло Бахтинський автор збірок «Материнські зорі» (1973), «В полоні вічної краси» (1983), «Ми – Вітчизни солдати» (1984), «Джерела любові» (1988), «Материнські зорі» (1998). Вірші поета поклали на музику композитори Ігор Шамо, Леся Дичко, Євген Станкович, Анатолій Кос-Анатольський та ін. Багато друкується у періодиці, у збірниках поезії і пісень.
Тематика творів та мистецькі інтереси у Бахтинського різноманітні: любов до природи, людини і людства; він віддає пам’ять і шану воїнам-героям; історії Батьківщини з великої і малої літери; сучасності у всіх її проявах. Але його геній – Тарас Шевченко. Шевченкові він присвячує свої найкращі твори. Виступає зі своїми віршами на Шевченківських святах, у музеях Шевченка, все життя працює над поемою про Шевченка…
Дуже щиро поет оспівує свою батьківщину – своє багатостраждальне і талановите село Губник на березі чарівного Бугу, його історію, матеріальну культуру, його неповторні мальовничі краєвиди і невтомний розум і руки людей. Поета хвилює соціально-економічний стан перебудовчого етапу на селі, негаразди і катаклізми, які цей етап супроводжують. Образно, своєрідно і без фальші постає в творчості поета минуле і сьогодення Поділля.
Творчість Михайла Бахтинського є значним досягненням не тільки творчих подолян, які його добре знали і шанували, а й усієї української поезії, про що свідчать високі оцінки творчості поета Михайлом Стельмахом, Платоном Вороньком, Дмитром Павличком, Сергієм Шаховським, Степаном Крижанівським, Петром Осадчуком, Петром Зосенком та іншими майстрами слова і оцінювачами поетичного таланту, як в Україні так і за її межами.
У Михайла є син Олесь, двоє онучок Наталя й Любов і онук Володимир, про якого він мріяв і якого йому, на жаль, вже не довелося побачити. Усі живуть у Києві. Ближче всіх до діда за вдачею Наталя Бахтинська, яка обрала фах соціології у журналістиці.
Помер Михайло Бахтинський 23 травня 2008 року. Похований у рідному селі Губник. У сільську школу, де Михайло часто виступав перед учнями, син Бахтинського передав бібліотеку свого батька.

## Творчість
Автор поетичних збірок:
- «Материнські зорі» (1973),
- «В полоні вічної краси» (1983),
- «Ми — Вітчизни солдати» (1984),
- «Джерела любові» (1988),
- «Материнські зорі» (1998).